# アウキ空港
アウキ空港（Auki Gwaunaru'u Airport）は、ソロモン諸島マライタ州の行政府所在地アウキにある空港。マライタ島北西岸に位置するアウキの中心部より北へ11kmの地点にある。

## 就航路線
| 航空会社     | 就航地   |
| ------------ | -------- |
| ソロモン航空 | ホニアラ |